# Cicurina shuangyang
Espèce
Cicurina shuangyang est une espèce d'araignées aranéomorphes de la famille des Cicurinidae.

## Distribution
Cette espèce est endémique de Chongqing en Chine,. Elle se rencontre dans le xian de Wuxi.

## Description
Le mâle holotype mesure 3,09 mm et la femelle paratype 3,24 mm, les mâles mesurent de 3,03 à 3,09 mm et les femelles de 2,83 à 3,25 mm.

## Systématique et taxinomie
Cette espèce a été décrite par Wang et Zhang en 2025.

## Étymologie
Son nom d'espèce lui a été donné en référence au lieu de sa découverte, Shuangyang.

## Publication originale
- Wang & Zhang, 2025 : « Seven new species of the spider genus Cicurina Menge, 1871 from Yintiaoling Nature Reserve, China (Araneae: Cicurinidae). » Zootaxa, no 5652(1), p. 144-161.